# Kråkesjön, Småland
Kråkesjön är en sjö i Växjö kommun i Småland och ingår i Mörrumsåns huvudavrinningsområde. Sjön har en area på 0,514 kvadratkilometer och ligger 154 meter över havet. Sjön avvattnas av vattendraget Mörrumsån (Åbyån).

## Delavrinningsområde
Kråkesjön ingår i det delavrinningsområde (630514-143167) som SMHI kallar för Nedlagd mätstation. Medelhöjden är 162 meter över havet och ytan är 6,34 kvadratkilometer. Räknas de 68 avrinningsområdena uppströms in blir den ackumulerade arean 1 297,71 kvadratkilometer. Avrinningsområdets utflöde Mörrumsån (Åbyån) mynnar i havet. Avrinningsområdet består mestadels av skog (82 procent). Avrinningsområdet har 0,51 kvadratkilometer vattenytor vilket ger det en sjöprocent på 8,1 procent.